# 千歳ぴよこ
千歳 ぴよこ（ちとせ ぴよこ、8月30日 - ）は、日本の漫画家、イラストレーター。星座はおとめ座、血液型はA型。

## 人物概要
おもにボーイズラブ漫画とティーンズラブ漫画、および「テニスの王子様」と「銀魂」などの同人誌を執筆している。コンピュータゲームが好き。

## 作品リスト

### ボーイズラブ漫画
- つきよの不思議（2002年01月発行、ビブロス） ISBN 978-4835212982
- S☆☆フレンド（2003年04月発行、ビブロス） ISBN 978-4835214436
- しあわせCook（2003年09月発行、海王社） ISBN 978-4877242909
- 君が一番そばにいる（2004年02月発行、ビブロス） ISBN 978-4835215501
- おもいっきり好きになって!（2004年08月発行、海王社） ISBN 978-4877243654
- 全寮制銀星学園物語（2004年12月発行、角川書店） ISBN 978-4048537971
- 最強のLOVE MAGIC（2005年08月発行、ビブロス） ISBN 978-4835217802
- 姫君は俺のモノ（2005年12月発行、海王社） ISBN 978-4877244385
- GUSH mania EX体位（2006年06月発行、海王社） ISBN 978-4877244606
- 俺は恋の覇王様（2006年07月発行、リブレ出版） ISBN 978-4862630131
- 天使を♥堕とせ（2007年06月発行、海王社） ISBN 978-4877248093
- ある日突然恋はクル!?（2007年07月発行、リブレ出版） ISBN 978-4862632241
- らぶ♥TRIAL（2007年11月発行、マガジン・マガジン） ISBN 978-4896441567
- 俺様をくらえ!（2008年02月発行、リブレ出版） ISBN 978-4862633477
- 夢見るオトコノコ（2008年09月発行、海王社） ISBN 978-4877248734
- 超抱かれたい男（2008年12月発行、リブレ出版） ISBN 978-4862635167
- 太陽の騎士 恥辱の楔編（2009年8月発行、芳文社） ISBN 978-4832286313
- 俺様は恋の奴隷（2010年1月発行、海王社） ISBN 978-4877241575
- 残酷な君と共に（2010年2月発行、リブレ出版） ISBN 978-4862637338
- 太陽の騎士 完結編（2011年03月発行、芳文社） ISBN 978-4832287464
- パンツを脱がすまでが遠足です!（2011年05月発行、海王社） ISBN 978-4796401708
- 男の花園（2011年05月発行、リブレ出版） ISBN 978-4862639578
- オレ○ヨメ（2012年01月発行、海王社） ISBN 978-4796402699
- 恋するお兄さん（2012年05月発行、芳文社） ISBN 978-4832288041
- 君を手に入れる（2012年10月発行、リブレ出版） ISBN 978-4799711996
- Sと坊ちゃま（2012年11月発行、海王社） ISBN 978-4796403795
- 僕が歩けば♂襲われるっ（2013年11月発行、海王社） ISBN 978-4796405119
- 愛奴隷プリンス（2013年11月発行、マガジン・マガジン） ISBN 978-4896441956
- 怒涛のイカせ体♥（2014年09月発行、海王社） ISBN 978-4796406208
- 社長の秘書様（2015年08月発行、海王社） ISBN 978-4796407625
- 大きいのがお好き♥（2016年03月発行、海王社） ISBN 978-4796408424
- 彼の調教法（2017年06月発行、海王社） ISBN 978-4796410236

### ティーンズラブ漫画
- 恋愛実習（2005年10月発行、笠倉出版社） ISBN 978-4773095586
- 彼氏といっしょ（2006年09月発行、笠倉出版社） ISBN 978-4773095876
- LOVEふぁいと!（2007年10月発行、笠倉出版社） ISBN 978-4773096385
- ラブ♥オタ（2010年04月発行、祥伝社） ISBN 978-4396703011
- ラブ♥オタ2（2012年08月発行、祥伝社） ISBN 978-4396703219
- 暴君の溺愛姫（2015年02月発行、ぶんか社） ISBN  978-4821176724
- 王子を1匹飼っています。（2016年04月発行、ぶんか社） ISBN 978-4821178407
- 野獣執事のイケナイ躾け（(2016年12月発行、オークラ出版） ISBN 978-4775526217
- ケダモノ悪魔の溺愛乙女 上（2017年09月発行、ぶんか社） ISBN 978-4821135219
- ケダモノ悪魔の溺愛乙女 下（2017年09月発行、ぶんか社） ISBN 978-4821135226
- 性感スイッチ ナマイキ後輩に愛されるのは『薬』のせい!?
- 餌づけた彼はハイスペックガテン男子～ごはんのお礼は快感100倍返し!?～

### 挿絵（小説イラスト）
- 組長と呼ばないで（原作・文：森住凪、2004年09月発行、イースト・プレス） ISBN 978-4872574937